# Renault N71
Renault N71 è un trattore agricolo a ruote, prodotto nel periodo compreso tra il 1962 e il 1966, dalla Renault Agriculture, controllata della casa automobilistica Renault.
Utilizzava un motore diesel a 3 cilindri di tipo Perkins della potenza di 35 CV 25,1 kW cilindrata 2502 cm3.